# IC 4944
IC 4944 ist eine Linsenförmige Galaxie vom Hubble-Typ S0/a im Sternbild Telescopium am Südsternhimmel. Sie ist schätzungsweise 254 Millionen Lichtjahre von der Milchstraße entfernt und hat einen Durchmesser von etwa 70.000 Lichtjahren.

Im selben Himmelsareal befinden sich weiterhin u. a. die Galaxien NGC 6850, NGC 6854, NGC 6867, IC 4941.
Das Objekt wurde am 31. August 1904 von Royal Harwood Frost entdeckt.